# 田尻藤四郎
田尻 藤四郎（たじり とうじろう、1870年11月11日（明治3年10月8日）- 1938年（昭和13年）10月8日）は、日本の政治家。衆議院議員（2期）。

## 経歴
日向国臼杵郡、現在の宮崎県西臼杵郡高千穂町で生まれた。1891年（明治24年）宮崎県獣医学校（現・宮崎県立宮崎農業高等学校）卒。西臼杵郡上野村（現・高千穂町）長、宮崎県議、同参事会員、所得税調査委員、地方森林議員となり。高千穂信用組合長、産業組合中央会宮崎支部理事、宮崎県信用組合連合会、同販売購買利用組合連合会各理事、日向木炭同業組合長を務める。
1932年（昭和7年）第18回衆議院議員総選挙において宮崎県全県区から立憲政友会公認で立候補して当選する。1936年（昭和11年）第19回衆議院議員総選挙で再選。1937年（昭和12年）第20回衆議院議員総選挙で落選した。日ノ影線の敷設に尽力した。1938年死去。